# Philistina salvazai
Philistina salvazai är en skalbaggsart som beskrevs av Thierry Bourgoin 1920. Philistina salvazai ingår i släktet Philistina och familjen Cetoniidae. Inga underarter finns listade i Catalogue of Life.